# Shine (альбом Mother Love Bone)
Shine — дебютний мініальбом американського рок-гурту Mother Love Bone. Він був випущений 20 березня 1989 року лейблами Stardog/Mercury Records. Це єдиний альбом групи випущений за життя Ендрю Вуда.

## Огляд
EP був записаний у листопаді 1988 року на London Bridge Studios у Сіетлі, штат Вашингтон. Продюсером запису виступив Марк Дірнлі, який також зміксував альбом, Чарльз Петерсон оформлював обкладинку.
Mother Love Bone стала першою з нових груп Сіетлу, яка випустила реліз на великому лейблі. Запис добре продавався і швидко нарощував галас навколо групи. Сайт AllMusic зазначив, що «запис сприяв шуму на музичній сцені Сіетла». Увесь цей реліз пізніше був перевиданий у збірнику Mother Love Bone (також відомому як Stardog Champion) 1992 року, за винятком прихованого треку «Zanzibar», який можна знайти лише на цьому EP.

## Треклист
| #  | Назва                          | Автор слів | Автор музики     | Тривалість |
| -- | ------------------------------ | ---------- | ---------------- | ---------- |
| 1. | «Thru Fadeaway»                | Ендрю Вуд  | Mother Love Bone | 3:40       |
| 2. | «Mindshaker Meltdown»          | Ендрю Вуд  | Mother Love Bone | 3:47       |
| 3. | «Half Ass Monkey Boy»          | Ендрю Вуд  | Mother Love Bone | 3:18       |
| 4. | «Chloe Dancer/Crown of Thorns» | Ендрю Вуд  | Mother Love Bone | 8:32       |

| Бонус трек на CD-версії | Бонус трек на CD-версії                      | Бонус трек на CD-версії | Бонус трек на CD-версії | Бонус трек на CD-версії |
| #                       | Назва                                        | Автор слів              | Автор музики            | Тривалість              |
| ----------------------- | -------------------------------------------- | ----------------------- | ----------------------- | ----------------------- |
| 5.                      | «Capricorn Sister» (скрытый трек «Zanzibar») | Ендрю Вуд               | Mother Love Bone        | 5:59                    |

## Учасники запису
Mother Love Bone
- Ендрю Вуд — вокал, фортепіано
- Брюс Фейрвезер — соло-гітара
- Стоун Ґоссард — ритм-гітара
- Джеф Амент — бас-гітара
- Ґреґ Ґілмор — ударні

Інші
- Майкл Бейс — артдиректор
- Марк Дірнлі — продюсування, зведення
- Klotz — дизайн
- Чарльз Петерсон  – фотографії